# Лахва
Лахва (біл. Лахва, пол. Łachwa, їд. לאכווע) — село в Білорусі, у Лунинецькому районі Берестейської області. Орган місцевого самоврядування — Лахвенська сільська рада. Лежить приблизно за 80 кілометрів на схід від Пінська за 200 кілометрів на південь від Мінська.

## Історія

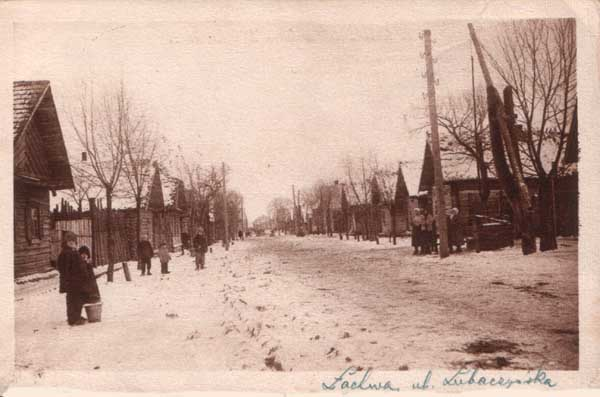
Вулиця Любажинська у 1926 році

Перша письмова згадка про село датується 1493 роком.
Лахва належала Польщі до Другого поділу Польщі 1793 року. 
З 1793 по 1914 рр. Лахва належала Російській імперії. Під час Першої світової війни його окупували німці. Після Першої світової війни її захопила польська армія.
У 1920-1939 роках Лахва знову належала Польщі (хоча поляки вже мали контроль у 1919 році, за винятком наступу радянських військ на Польщу). Після перемоги поляків у польсько-більшовицькій (російській) війні та підписання Ризького договору, у 1921 році було підтверджено, що Лахва залишиться у Польщі. Польський кордон з Радянським Союзом пролягав лише за 18 км на схід від Лахви.
Варто зазначити, що польський Корпус охорони кордону "Лахва" знаходився у Лахві у міжвоєнний період.
Євреї становили 61% жителів Лахви, поляки 34%, решта 5% (переважно білоруси).[джерело?]
З вересня 1939 р. (після нападу СРСР на Польщу) По червень 1941 р. Лахва перебувала під окупацією СРСР і була приєднана до Білоруської Радянської Соціалістичної Республіки. З червня 1941 по 1944 рік під німецькою окупацією (німці створили одне з перших гетто на територіях, окупованих у 1941 році, а після її ліквідації вбили всю єврейську громаду), а потім з 1944 по 1945 рік знову під контролем СРСР визволення. Після підписання у 1945 р. Угоди СРСР про кордон з Польщею, Лахва потрапила до СРСР. Після цього польське населення було депортовано до нових кордонів Польщі.
У 1945-1991 роках він належав СРСР, а з 1991 року належить незалежній Білорусії.

## Населення
За переписом населення Білорусі 2009 року чисельність населення села становила 1286 осіб.